# Aegle agatha
Aegle agatha är en fjärilsart som beskrevs av Otto Staudinger 1861. Aegle agatha ingår i släktet Aegle och familjen nattflyn. Inga underarter finns listade i Catalogue of Life.